# Renate Gietl
Renate Gietl (* 10. Januar 1982 in Brixen) ist eine ehemalige italienische Naturbahnrodlerin. Sie wurde je zweimal Weltmeisterin im Einsitzer und im Mannschaftswettbewerb und gewann in der Saison 2004/2005 den Gesamtweltcup im Einsitzer. Ihre ältere Schwester Christa war ebenfalls Naturbahnrodlerin.

## Karriere
Gietl startete ab der Saison 1999/2000 im Weltcup. Sie konnte sich in ihrer ersten Saison in allen Rennen unter den besten sechs klassieren und erreichte mit Rang zwei in Stein an der Enns ihren ersten Podestplatz. Im Gesamtweltcup bedeutete dies den vierten Platz. Im selben Jahr wurde sie in Umhausen Junioreneuropameisterin. In der Saison 2000/2001 fiel Gietl mit nur drei Top-10-Platzierungen auf den 13. Rang im Gesamtweltcup zurück. Dafür gewann sie hinter ihrer Landsfrau Sonja Steinacher die Silbermedaille bei der Weltmeisterschaft 2001 in Stein an der Enns, wo sie zudem Bronze im erstmals ausgetragenen Mannschaftswettbewerb holte, und die Silbermedaille bei der Junioreneuropameisterschaft in Tiers.
In der Saison 2001/2002 erreichte Gietl in Umhausen ihren zweiten Podestplatz. Eine Woche später feierte sie am 20. Januar 2002 in Hüttau ihren ersten Weltcupsieg. In der Gesamtwertung erzielte sie damit wieder den vierten Platz. Bei der Juniorenweltmeisterschaft 2002 in Gsies gewann Gietl die Bronzemedaille, aber bei der Europameisterschaft in Frantschach erreichte sie nur den achten Platz. Zu Beginn der Saison 2002/2003 feierte Gietl im Parallelwettbewerb in Völs ihren zweiten Weltcupsieg. Danach kam sie allerdings nicht mehr unter die besten drei und sie belegte im Gesamtklassement punktegleich mit der Österreicherin Marlies Wagner den sechsten Rang. Bei der Weltmeisterschaft 2003 in Železniki erreichte sie ebenfalls nur den sechsten Rang.
Mit zwei zweiten Plätzen in Moskau und Aurach sowie drei vierten Plätzen erzielte Gietl in der Weltcupsaison 2003/2004 den dritten Gesamtrang. Bei der Europameisterschaft 2004 in Hüttau blieb sie als Siebente aber hinter ihren Weltcupergebnissen und zum dritten Mal in Folge bei Titelkämpfen ohne Medaille. Ihren größten Erfolg im Weltcup erzielte Gietl in der Saison 2004/2005. Sie gewann vier von sechs Saisonrennen und damit zum ersten und einzigen Mal in ihrer Karriere den Gesamtweltcup. Bei der Weltmeisterschaft 2005 in Latsch gewann sie zweimal Bronze im Einsitzer und mit der Mannschaft.
In den folgenden Jahren musste sich Gietl nur der Russin Jekaterina Lawrentjewa im Gesamtweltcup geschlagen geben. In der Saison 2005/2006 erreichte sie fünf Podestplätze und damit hinter Lawrentjewa, die alle sechs Saisonrennen gewann, den zweiten Gesamtrang. Jeweils einen Sieg und weitere vier Podestplätze erzielte Gietl in den Saisonen 2006/2007 und 2007/2008, den Gesamtweltcup sicherte sich aber wieder die Russin. Bei den Europameisterschaften 2006 in Umhausen und 2008 in Olang gewann Gietl jeweils die Bronzemedaille. Bei der Weltmeisterschaft 2007 in Grande Prairie blieb sie im Einsitzer als Vierte knapp hinter den Medaillenrängen, aber gemeinsam mit Patrick Pigneter und Florian Clara gewann sie im Mannschaftswettbewerb Silber.
Auch in der Weltcupsaison 2008/2009 blieb Gietl trotz drei Siegen, einem mehr als Lawrentjewa, und drei dritten Plätzen im Gesamtweltcup hinter der Russin. Bei der Weltmeisterschaft 2009 in Moos in Passeier war Gietl um drei Hundertstelsekunden schneller als Lawrentjewa und wurde damit zum ersten Mal Weltmeisterin im Einsitzer. Zuvor hatte sie zusammen mit Anton Blasbichler, Patrick Pigneter und Florian Clara bereits die Goldmedaille im Mannschaftswettbewerb gewonnen.
In der Saison 2009/2010 erreichte Gietl mit zwei Siegen, zwei zweiten und zwei dritten Plätzen zum fünften Mal in Folge den zweiten Rang im Gesamtweltcup hinter Lawrentjewa. Bei der Europameisterschaft 2010 in St. Sebastian gewann sie Bronze im Einsitzer und Silber mit der Mannschaft. In der Saison 2010/2011 wurde sie zunächst dreimal Dritte und einmal Zweite, ehe sie die beiden letzten Rennen jeweils vor Jekaterina Lawrentjewa gewann. Da Lawrentjewa aber die ersten vier Rennen gewonnen hatte, wurde Gietl im Gesamtweltcup erneut Zweite hinter der Russin. Bei der Weltmeisterschaft 2011 in Umhausen konnte Gietl ihren Doppelerfolg von vor zwei Jahren wiederholen. Zum zweiten Mal wurde sie vor der Russin Jekaterina Lawrentjewa Weltmeisterin im Einsitzer und zum zweiten Mal gewann sie mit Anton Blasbichler, Patrick Pigneter und Florian Clara als Team Italien I die Goldmedaille im Mannschaftswettbewerb.
In der Saison 2011/2012 belegte Gietl mit vier zweiten und zwei dritten Plätzen abermals den zweiten Gesamtrang hinter Lawrentjewa, die alle sechs Weltcuprennen des Winters für sich entschied. Bei der Europameisterschaft 2012 in Nowouralsk verfehlte Gietl im Einsitzer und im Mannschaftswettbewerb als jeweils Vierte nur knapp eine Medaille. Im Dezember 2012, kurz vor Beginn der Weltcupsaison 2012/2013, gab Gietl ihren Rücktritt bekannt.

## Erfolge

### Weltmeisterschaften
- Stein an der Enns 2001: 2. Einsitzer, 3. Mannschaft
- Železniki 2003: 6. Einsitzer
- Latsch 2005: 3. Einsitzer, 3. Mannschaft
- Grande Prairie 2007: 4. Einsitzer, 2. Mannschaft
- Moos in Passeier 2009: 1. Einsitzer, 1. Mannschaft
- Umhausen 2011: 1. Einsitzer, 1. Mannschaft

### Europameisterschaften
- Frantschach 2002: 8. Einsitzer
- Hüttau 2004: 7. Einsitzer
- Umhausen 2006: 3. Einsitzer
- Olang 2008: 3. Einsitzer
- St. Sebastian 2010: 3. Einsitzer, 2. Mannschaft
- Nowouralsk 2012: 4. Einsitzer, 4. Mannschaft

### Juniorenweltmeisterschaften
- Hüttau 1999: 7. Einsitzer
- Gsies 2002: 3. Einsitzer

### Junioreneuropameisterschaften
- Umhausen 2000: 1. Einsitzer
- Tiers 2001: 2. Einsitzer

### Weltcup
- 1× Gesamtweltcupsieg im Einsitzer in der Saison 2004/2005
- 7× 2. Gesamtrang im Einsitzer in den Saisonen 2005/2006, 2006/2007, 2007/2008, 2008/2009, 2009/2010, 2010/2011 und 2011/2012
- 1× 3. Gesamtrang im Einsitzer in der Saison 2003/2004
- 49 Podestplätze, davon 15 Siege:

| Datum             | Ort              | Land        | Disziplin |
| ----------------- | ---------------- | ----------- | --------- |
| 20. Januar 2002   | Hüttau           | Österreich  | Einsitzer |
| 22. Dezember 2002 | Völs             | Italien     | Einsitzer |
| 18. Dezember 2004 | Campill          | Italien     | Einsitzer |
| 9. Januar 2005    | Unterammergau    | Deutschland | Einsitzer |
| 14. Januar 2005   | Oberperfuss      | Österreich  | Einsitzer |
| 16. Januar 2005   | Oberperfuss      | Österreich  | Einsitzer |
| 11. Februar 2007  | Moos in Passeier | Italien     | Einsitzer |
| 23. Dezember 2007 | Moos in Passeier | Italien     | Einsitzer |
| 11. Januar 2009   | St. Sebastian    | Österreich  | Einsitzer |
| 18. Januar 2009   | Umhausen         | Österreich  | Einsitzer |
| 25. Januar 2009   | Unterammergau    | Deutschland | Einsitzer |
| 24. Januar 2010   | Latsch           | Italien     | Einsitzer |
| 7. Februar 2010   | Latzfons         | Italien     | Einsitzer |
| 13. Februar 2011  | Unterammergau    | Deutschland | Einsitzer |
| 26. Februar 2011  | Olang            | Italien     | Einsitzer |

### Italienische Meisterschaften
- Fünffache Italienische Meisterin im Einsitzer (2006, 2008, 2010–2012)